# Hugo II de Saint Pol
Hugo II (Hugues) (f. 1130), también conocido como Hugo II de Campdavaine, fue el conde de Saint Pol en Artois desde 1083 hasta 1130, sucediendo a su hermano Guido I de Saint Pol que murió sin herederos. Sus padres fueron Hugo I de Saint Pol y Clemencia.
El 25 de noviembre de 1078 el Papa Gregorio VII nombró a los tres hijos de Hugo I de Saint Pol, (Guido, Hugo y Eustaquio) como Condes de Saint Pol.

## Biografía
Participó en la Primera Cruzada junto a su hijo Enguerrando, posiblemente acompañando al Duque Roberto II de Normandía. Aunque nominalmente eran vasallos de Eustaquio III de Bolonia, seguramente decidieron formar parte del contingente normando del Duque Roberto, en vez de integrar el contingente de Godofredo de Bouillón. Tanto Hugo como su hijo destacaron como eficaces líderes militares.
Hugo y Enguerrando participaron en el Asedio de Antioquía en 1097, donde formaron el centro junto al duque Roberto II de Normandía que se enfrentó a las fuerzas turcas. La última mención sobre Hugo en Tierra Santa tiene lugar en el Sitio de Jerusalén en 1099.  En las crónicas de la Cruzada se le describe como un hombre de cierta edad.
A su regreso a Europa se puso al servicio de los Condes de Henao en contra del Conde Roberto II de Flandes.
Asimismo, también luchó contra el sucesor de Roberto II, Balduino VII de Flandes. En 1115 tomó el Castillo de Encre, que al final tuvo que ceder a Carlos I de Flandes, primo de Balduino. En 1117 tuvo que ceder el Castillo de Saint Pol. Sin embargo, poco después fue retomado por el Conde Eustaquio III de Bolonia.
Después de la muerte de Balduino VII, Hugo entró a formar parte de la liga liderada por Clemencia de Borgoña, viuda de Roberto II, con el propósito de que Carlos I no heredara el Condado de Flandes, y este fuera para Guillermo de Ypres. Carlos logró triunfar apoderándose de todos los territorios y fortalezas incluyendo el Condado de Saint Pol, y después decidió entregarlos a sus antiguos dueños para intentar volver a restablecer la paz en la región.
A su muerte, Hugo fue sucedido por su segundo hijo, Hugo III de Saint Pol, ya que su hijo mayor, Enguerrando, había muerto de fiebres después de la captura de Ma'arrat al-Numan en las Navidades de 1098.

## Familia y descendencia
Se casó antes de 1091 con Elisenda de Ponthieu, hija del Conde Enguerrando II de Ponthieu y Aumale, y Adelaida de Normandía. Tuvieron tres hijos:
- Enguerrando, muerto durante la Primera Cruzada.

- Hugo, que le sucederá.

- Beatriz, que heredó el Condado de Amiens, al casarse con Roberto de Boves, segundo hijo de Tomás de Marle.

Según un historiador llamado Du Cange (en la Histoire manuscrite d'Amiens), Hugo II se casó en segundas nupcias con Margarita de Clermont Beauvaisis, viuda de Carlos I de Flandes, con la que tuvo dos hijos: Raúl y Guido.
Margarita de Clermont después se casó con Balduino de Encre con al que tuvo una hija que fue la madre Gautier, Señor de Heili, según un genealogista contemporáneo de Felipe Augusto.
Según otros historiadores, Margarita se casó con Teodorico de Alsacia.